# Contea di Garden
La contea di Garden (in inglese Garden County) è una contea dello Stato del Nebraska, negli Stati Uniti. La popolazione al censimento del 2000 era di 2 292 abitanti. Il capoluogo di contea è Oshkosh.